# Agnita Feis
Agnita Feis (1881-1944) était une poétesse et une artiste plasticienne néerlandaise.

## Biographie
Théosophiste, Agnita Feis fut la première épouse de Theo van Doesburg. 
Plusieurs portraits d'elle ont été réalisés par van Doesburg.
Elle gravitait autour du mouvement De Stijl.

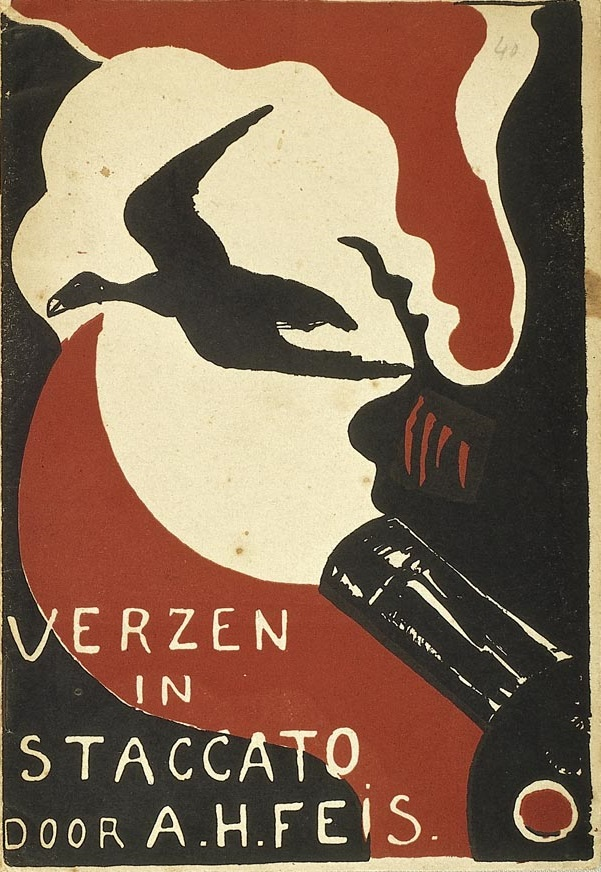
Guerre, versets saccadés. 1915
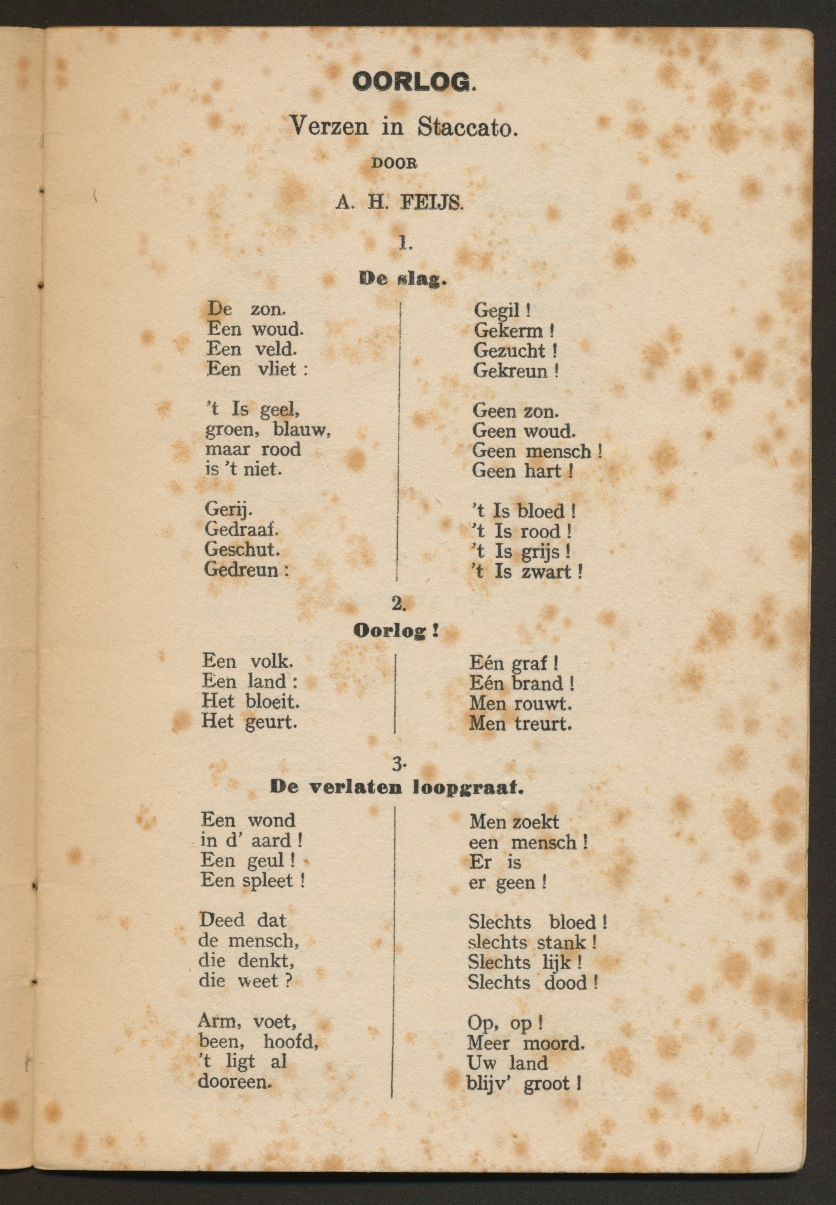
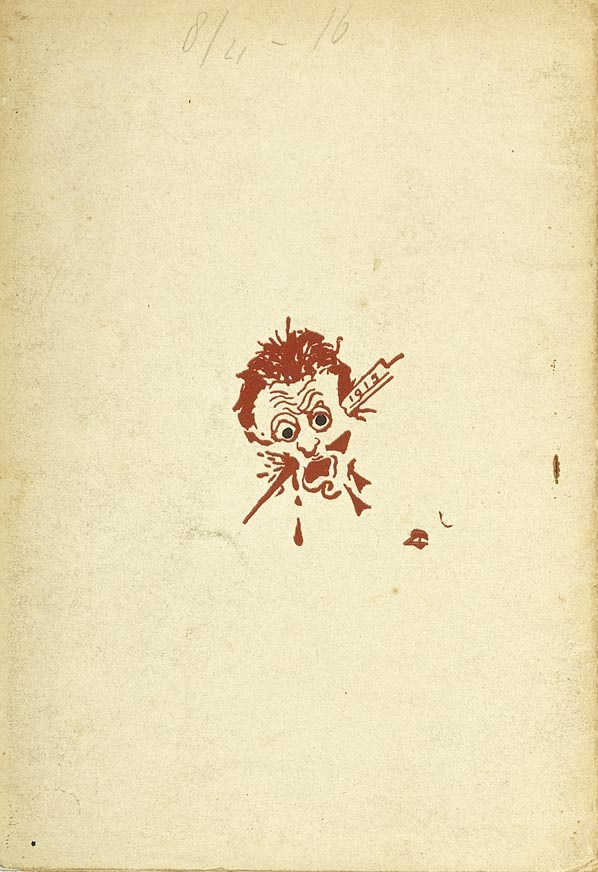
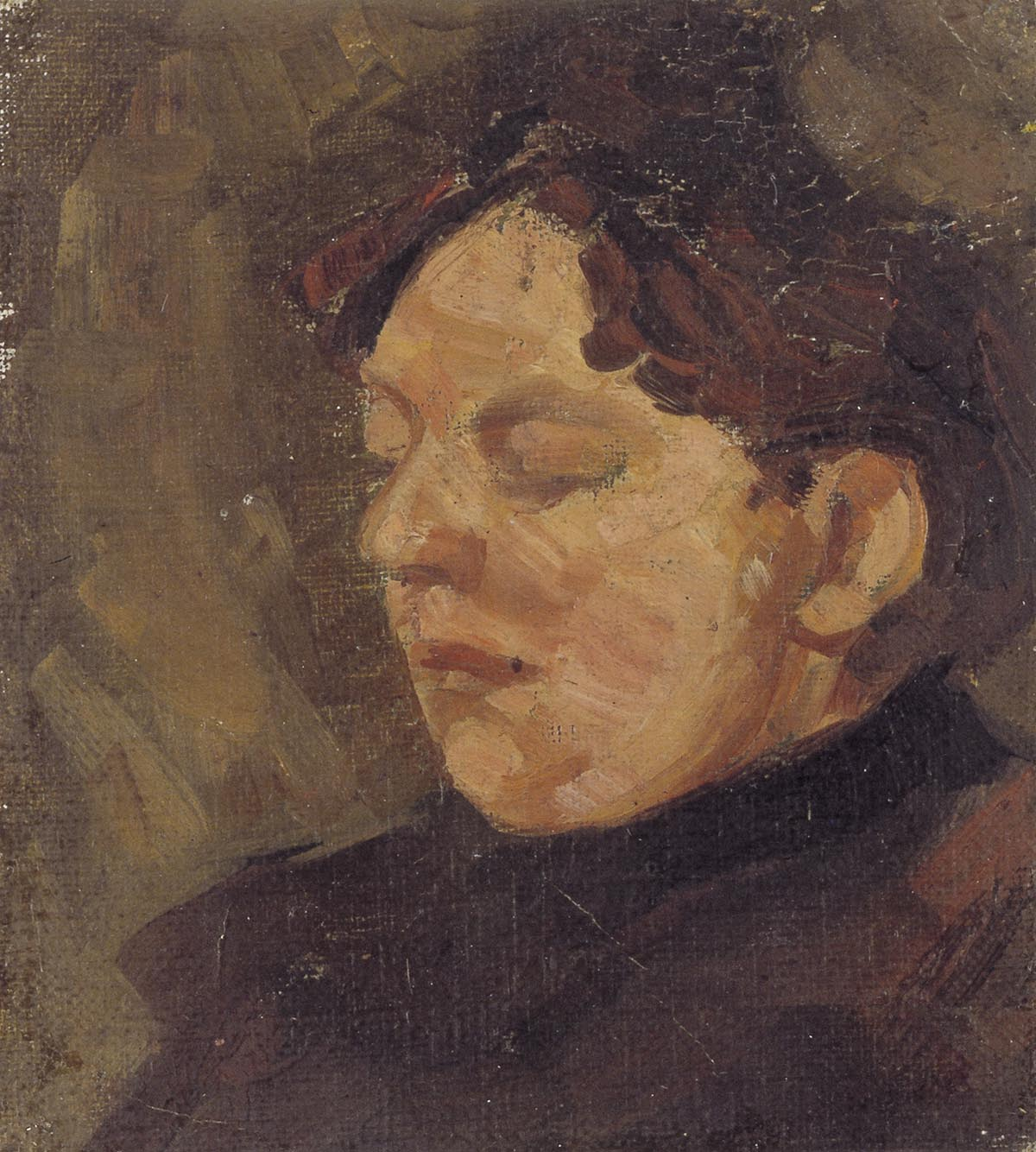
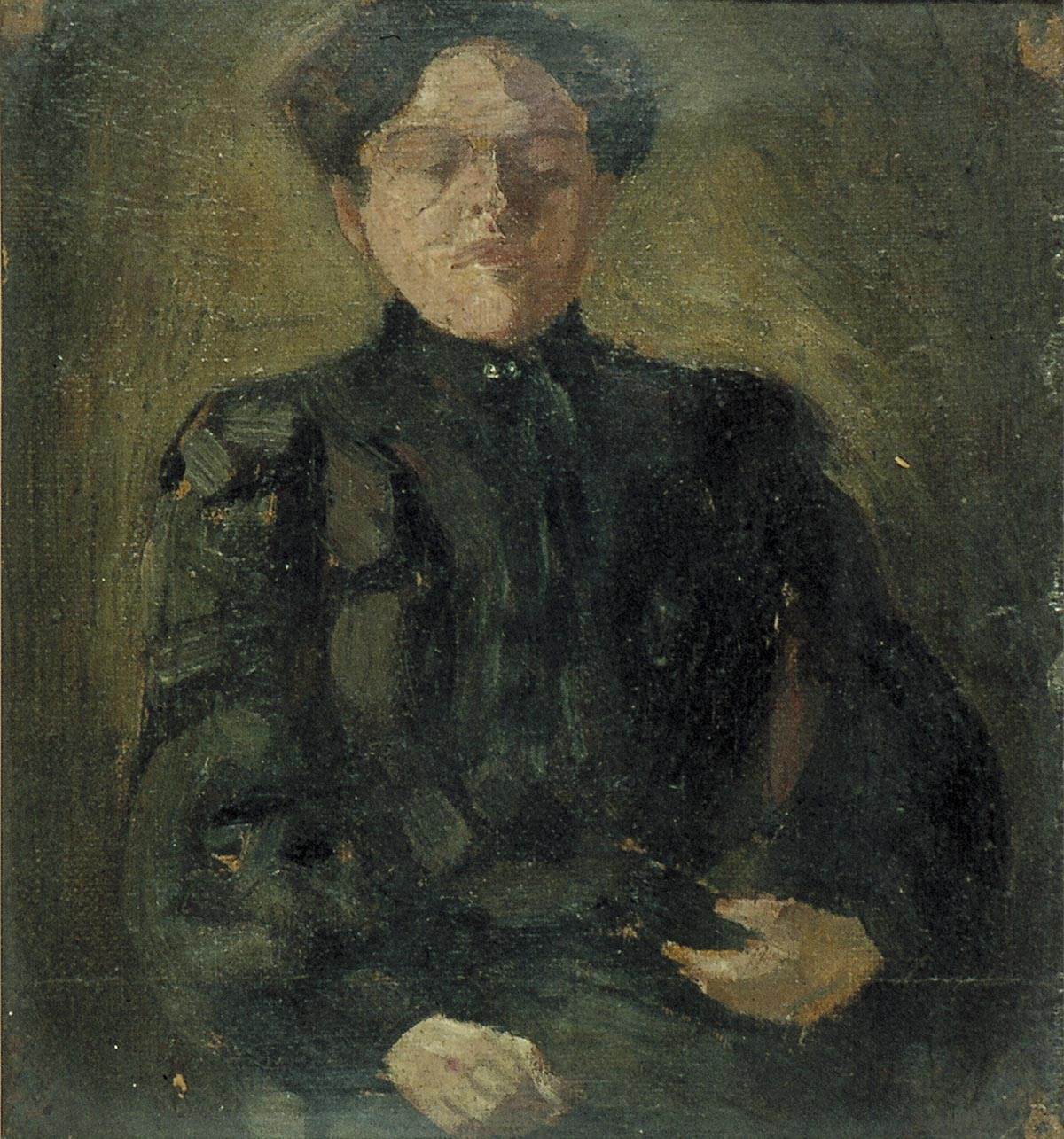

## Source de la traduction
- (nl) Cet article est partiellement ou en totalité issu de l’article de Wikipédia en néerlandais intitulé « Agnita Feis » (voir la liste des auteurs).